# Lorenz Nieberl
Lorenz Nieberl   (República de Weimar, 7 de juny de 1919 - 12 d'abril de 1968), a vegades escrit Lorenz Niebert, fou un esportista alemany, especialista en bobsleigh.

## Carrera esportiva
Especialista en bobsleigh, durant la seva participació en els Jocs Olímpics d'Hivern de 1952 realitzats a Oslo (Noruega) es convertí, juntament amb el seu company Andreas Ostler, en el primer a aconseguir dues medalles d'or en aquesta disciplina en guanyar les proves de dos i quatre homes. En la seva participació en els Jocs Olímpics d'Hivern de 1956 realitzats a Cortina d'Ampezzo (Itàlia) finalitzà en novena posició de la prova de dos homes i sisè en la prova de quatre homes.
Al llarg de la seva carrera esportiva va aconseguir guanyar el Mundial de Bobsleigh l'any 1951 en les categories de bobs a 2 i bobs a 4, i va finalitzar tercer l'any 1953 en la prova de 2 homes i tercer l'any 1954 en la prova de 4 homes.